# Ammoniumdiwaterstoffosfaat
Ammoniumdiwaterstoffosfaat of monoammoniumfosfaat (NH4H2PO4) is een verbinding van het ammoniumion NH4+ met het diwaterstoffosfaation H2PO4−.

## Synthese
De stof wordt gevormd wanneer ammonia wordt geneutraliseerd met een oplossing van fosforzuur:
{\displaystyle {\ce {NH3 + H3PO4 -> (NH4)H2PO4}}}
Ze kristalliseert in tetragonale prisma's. Zuivere kristallen zijn kleurloos-wit; commercieel product is eerder grijsgroen. De kristallen zijn goed oplosbaar in water.

## Toepassing
De stof wordt gebruikt in kunstmest en als component van het poeder in brandblussers. Ze is vaak te vinden in chemische experimenteersets om kristalgroei te demonstreren. De stof is niet ingedeeld als een gevaarlijke stof.